# 薩爾茨巴赫河
52°18′10″N 9°21′18″E / 52.30283°N 9.35487°E
薩爾茨巴赫河（德語：Salzbach），是德國的河流，位於該國西北部，由下薩克森州負責管轄，屬於羅登貝格奧厄河的左支流，河道全長7公里，流域面積16平方公里，河口處在羅登貝格附近。